# 顎関節脱臼
顎関節脱臼（がくかんせつだっきゅう,dislocation of the temporomandibular joint）は、顎関節すなわち顎の関節の脱臼。顎関節を構成する下顎骨と側頭骨の正常な相対位置関係が失われ、生理的な運動範囲を逸脱し、顎運動に機能的障害が起こった状態をいう。「顎が外れた」と表現されることが多い。

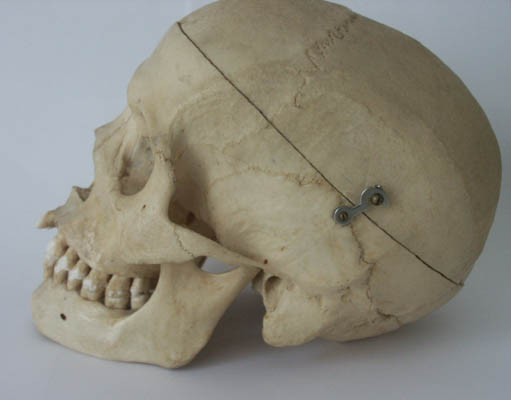
fig.1 頭蓋骨を側面から見たところ

## 顎関節の構造と運動

fig.2 頭蓋骨の説明図

顎関節は下顎骨と側頭骨の関節である（fig. 2において下顎骨は水色、側頭骨はオレンジ色でそれぞれ示される）。下顎骨の後上方は二股になっており、後方の突起の先端（下顎頭）が側頭骨の凹み（下顎窩）にはまり込んでいる。また下顎窩前方には盛り上がりがあり、これを関節結節と呼ぶ。
顎関節の開口運動には受動的開口と能動的開口の2種類がある。
受動的開口
ぼんやりと口を開けた状態。下顎頭は回転運動のみ行う。
能動的開口
意識して口を大きく開けた状態。下顎頭は回転運動とともに前方へ滑り運動を行い、関節結節の下まで移動する。すなわち顎関節は正常な開口運動でも不全脱臼を起こした状態になる。

## 顎関節脱臼の特徴と分類

### 特徴
関節包を破らずに脱臼する
一般に外傷性脱臼(外力を受けて脱臼すること)では骨の一方が関節包を破って外へ出るが、顎関節脱臼では関節包を破らない。
女性に多い
女性は男性に比べ下顎窩が浅いため、男性よりも脱臼しやすい。
反復性脱臼、習慣性脱臼になりやすい
いわゆる「癖になりやすい」。これは整復後に長期間の固定を行うことが困難なためである。一般に、脱臼を起こした後は関節包などの軟部組織が損傷しているため、治癒を促すために関節を固定する。しかし顎関節を固定すると食事をとることができないため、長期間の固定は難しい。このため軟部組織が十分に治癒せず、脱臼が再発しやすくなる。

### 分類
下顎頭の位置により前方脱臼、後方脱臼、側方脱臼に分類される。
前方脱臼
下顎頭が前方に脱臼した状態。顎関節脱臼においてほとんどのケースが前方脱臼である。関節を元にはめ直すだけの簡単な施術で元に戻り、また周囲の組織の損傷の心配がほとんどないので、元に戻れば痛みもなくなる。
後方脱臼
前方とは正反対で下顎頭が後方に脱臼した状態。下あごの先端あたりに外的ショックを受けた時に発生するのが後方脱臼である。転倒したり、レスリング、ボクシングなどのスポーツで打撃を食らった時に起こりやすい。そのため日常生活における発生頻度としては少ないが、顎関節周囲の骨折が伴う場合が多く、症状としては前方脱臼より悲惨。
側方脱臼
下あごやその周囲側頭部に大きな外的ショック（交通事故など）を受けた時に発生する（横ずれを起こす）のが側方脱臼である。発症自体が非常に珍しいが、発症するということは脱臼以上に大けがを負っているケースが想定される。

## 前方脱臼

### 発生機序
次の2パターンが多い。
- 極度の開口を行った（大きく口を開けた）際に下顎頭が関節結節を越え、さらに外側靱帯、咬筋、外側翼突筋の牽引力で固定される。
- 開口時にオトガイ部に衝撃を受け、さらなる開口を強制される。正面から衝撃を受けた場合は左右両側の顎関節が脱臼するが、斜め前から衝撃を受けた場合は片側のみ脱臼することが多い。

### 症状
顎関節が外れている状態のため、口が閉じられない。唾液がうまく飲み込めずこぼれ出てくる。また頬骨の下に下顎頭が突出するため人相が変化する。

### 治療
発症の種類の項目でも説明しているが、前方脱臼の場合は比較的簡単に元に戻すことができる。自ら関節を戻す者も居るが、関節を痛める可能性もあるため、念のため整形外科や口腔外科、柔道整復師などで整復した方がよい。習慣的脱臼になっている場合は手術も考慮する。
新鮮例に対しては徒手整復がおこなわれる。整復法にはヒポクラテス法、ボルカース法などがある。
ヒポクラテス法
患者を椅子などに腰かけさせたうえで頭部を固定する。施術者は両方の親指を下顎臼歯咬合面に置き、口腔外の両手の他の指で下顎を支える。この状態で、まず臼歯を下方へ押し、次いで後方へ導く。下顎頭が下顎窩に引き込まれるのを感じたら前歯部を上方に回転させ、下顎全体を手前に引く。下方へ押圧したあとで後方へ導くのは、下顎頭と関節結節が衝突して損傷することを避けるためである。
ボルカース法
施術者が患者の後頭部から抱えるように固定する。その状態で、下顎を上前方に回転させつつ手前に引くことによって整復する方法。
整復後は患部を安静にし、2週間ほどは硬い食べ物を避ける。
習慣性脱臼などにおいては観血的整復法（外科手術）が用いられることがあり、レクラーク法やゴンザレス&ドートレイ法などがある。

## 後方脱臼

### 発生機序
口を閉じた状態のときに前方からオトガイ部に衝撃を受け発生する。

### 症状
開口できない。また、下顎骨骨折や外耳道の骨折を合併することがある。

### 治療
下顎骨を持ち、前下方へ牽引する。